# Citroën Xe Hoi Cong Ty

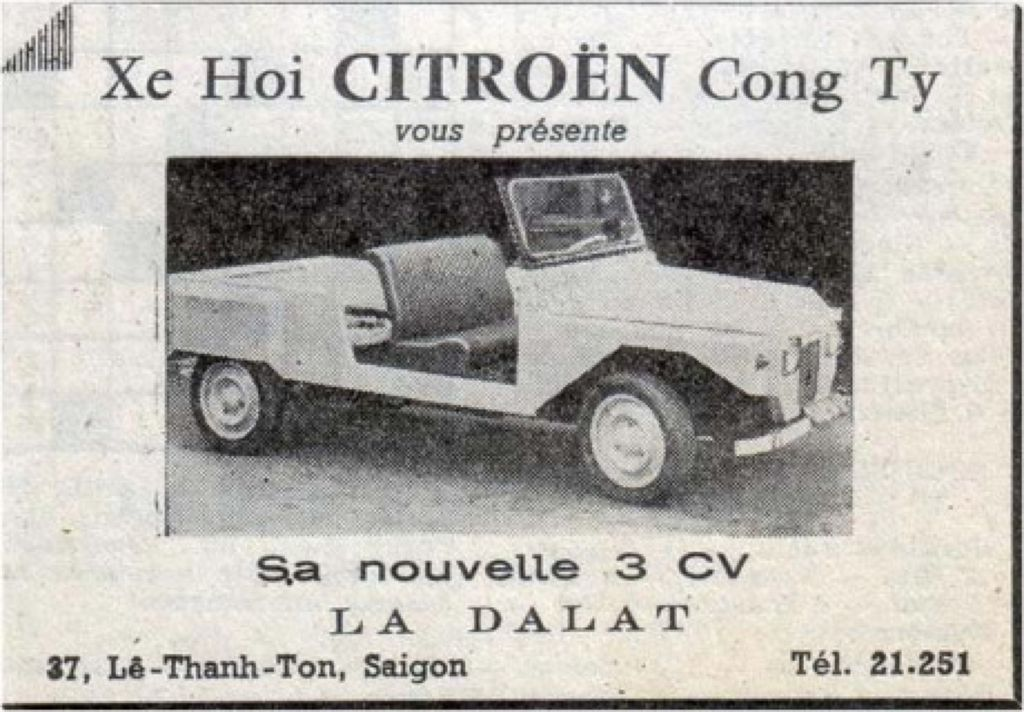
Dalat

Citroën Xe Hoi Cong Ty, vorher Société Automobile d'Extrême-Orient,  war ein südvietnamesischer Hersteller von Automobilen.

## Unternehmensgeschichte
Citroën gründete 1936 das Unternehmen Société Automobile d'Extrême-Orient im damaligen Französisch-Indochina. 1970 wurde daraus Citroën Xe Hoi Cong Ty mit Sitz in Saigon. Die Produktion von Automobilen begann um 1970. Der Markenname lautete für ein Modell Dalat. Mit dem Zusammenbruch Südvietnams 1975 endete die Produktion.

## Fahrzeuge
Unter der Marke Dalat erschienen Mehrzweckfahrzeuge. Sie ähnelten dem Citroën Méhari und basierten wie dieser auf dem Fahrgestell des Citroën 2 CV. Die Karosserie bestand aus Stahl. Ein Zweizylinder-Boxermotor mit 602 cm³ Hubraum trieb die Fahrzeuge an.